# Lycée Stanislas (Villers-lès-Nancy)
Pour les articles homonymes, voir Lycée Stanislas.
Le Lycée polyvalent régional Stanislas (souvent appelé « Lycée Stan » par les élèves) est un lycée polyvalent (enseignement général, technique et professionnel) public des biotechnologies et de l'hôtellerie-restauration situé dans la ville de Villers-lès-Nancy dans le département de Meurthe-et-Moselle, en région Grand Est (composée notamment de l'ancienne région administrative Lorraine).
Ce bâtiment est rattaché à l'académie de Nancy-Metz. Les résultats de ses élèves au baccalauréat le classe parmi les plus prestigieux lycées du département.

## Histoire
Il tire son nom du roi Stanislas Leszczynski, roi de Pologne puis duc de Lorraine. En effet vers 1720, celui-ci, chassé du trône de Pologne, s'installe dans la ville de Nancy et devient, en 1737, Duc de Lorraine et de Bar.

## Structure
Le lycée Stanislas se distingue des autres lycées de Nancy par son architecture moderne. Inauguré le 6 septembre 1989 sur les coteaux de Villers-lès-Nancy, ce fut le dernier lycée de l'agglomération nancéienne à être construit ce qui en fait le plus récent. En effet, cet établissement possède une structure atypique tout en béton par son couloir principal en « piste de skate », dont la lumière provient d'une grande verrière.
En plus de sa filière générale, le lycée possède une filière technologique et professionnelle.
Le lycée possède 3 restaurants pédagogiques où les élèves font le service dans lesquels le public et les élèves sont invités à manger :
- Deux restaurants d'initiation : ces restaurants sont ouverts le temps du déjeuner (sauf lorsque les élèves sont en stage) les mardis, jeudis et vendredis midi pour les personnes  ayant réservées à l'avance[3].
- Un restaurant d'application « L'Horizon gourmand » : ce restaurant gastronomique est ouvert pour le dîner les mardis, mercredis et jeudis et la brasserie est ouverte pour le déjeuner les lundis, mardis, mercredis et jeudis midi (service rapide assuré environ une heure) pour les personnes extérieures ayant réservées à l'avance[3].

Le lycée Stanislas fait partie des 3 seuls lycées hôteliers dans l'ancienne région Lorraine.

## Évènements
Le 21 et 22 mars 2017, le lycée a accueilli la finale du Championnat de France du Dessert 2017, et récompensé le chef cuisinier Philippe Etchebest, présent dans les locaux car président du jury du championnat,.
Le 21 décembre 2018, le lycée a accueilli le sportif Théo Curin pour le Projet handisport, une action de sensibilisation du handicap au sein de élèves du lycée.
Le 20 décembre 2019, le lycée a accueilli, pour la 2e année consécutive, le sportif Théo Curin pour le Projet Stan S’handi’fférence,, une action de sensibilisation du handicap au sein des élèves du lycée.
Le 21 janvier 2020, le lycée a reçu la 6e édition des Trophées Culinaires France-Québec, avec pour jury, Patrick Fréchin, chef étoilé Michelin du restaurant Transparence à Nancy.
En 2020, le lycée a reçu le chef étoilé Loïc Villemin lors d'un projet pédagogique avec les étudiants des classes de BTS. Cette même année, les élèves du lycée Stanislas s'investissent pour la 5e édition dans la brasserie Excelsior de Nancy en remplaçant les services de cuisine et de la salle durant une journée. Le but est de promouvoir les métiers de la restauration.

## Enseignements
Le lycée se classe 3e sur les 26 établissements de la région avec une moyenne de 94 % de réussite au baccalauréat avec 60 % de mention (toutes séries confondues). 
Les élèves dans les filières de l'hôtellerie et de la restauration doivent réaliser des stages durant leur cursus. Ces stages sont notamment facilités et grâce aux différents accords et partenariats que possède le lycée comme le leader mondial de l'hospitalité le groupe Accor.

## Administration
L'équipe de direction du lycée Stanislas se compose de MM. Bernard Segard, proviseur, et Matthieu Roy, proviseur adjoint.

## Anciens élèves
- Dorian Leponce, remportent le 3e prix avec son dessert "Ma Pomme, souvenir d'enfance" dans la catégorie Junior de la 4e édition du Championnat de France du Dessert en 2019 qui s'est déroulée au lycée professionnel Gustave Eiffel de Reims[20].
- Jalil Bey, lauréat du 1er prix au Concours Général des Lycées et des Métiers 2018 dans la discipline Sciences physiques et chimiques en laboratoire[21]
- Ludo Dardaine, remporte le 1er prix en Classe 1 du 5e Concours Inventons Lait en 2018[22].
- Ophélie Vien, remporte le 3e prix en Classe 1 du 5e Concours Inventons Lait en 2018 et le prix de la salle au Championnat de France du Dessert en 2017 [22].